# On Parole
Albums de Motörhead
Motörhead
(1977)
On Parole est le premier album enregistré du groupe de heavy metal britannique Motörhead, en 1976, mais n'est sorti qu'en 1979, après que le groupe eut gagné en popularité.

## Historique
Il est le seul album de Motörhead avec le guitariste Larry Wallis. Les parties de batterie de Lucas Fox, batteur originel du groupe ont été réenregistrées par Phil Taylor après le départ de Fox (à part sur Lost Johnny, qui est donc la seule chanson avec la toute première formation de Motörhead). Le label United Artists a également forcé Lemmy à réenregistrer de "vraies" lignes de basse en supplément des lignes de basse originelles, jouées par Lemmy en accords, à la manière d'un guitariste rythmique (selon une interview de Larry Wallis, Enfer Magazine n° 32, 1986).
Les titres Motörhead, The Watcher et Lost Johnny sont des réenregistrements de titres que Lemmy avait composés et enregistrés avec Hawkwind, City Kids est un réenregistrement d'une chanson écrite par Wallis et enregistrée avec les Pink Fairies, et Leaving Here est une reprise d'une chanson écrite par Holland/Dozier/Holland et que Lemmy connaissait grâce aux Birds.
À cause de problèmes avec le label qui refusera de sortir l'album, le groupe, avec le guitariste Eddie Clarke en remplacement de Wallis, réenregistra l'album dans sa quasi-totalité (seuls les titres Fools et Leaving Here n'ont pas été réenregistrés) sous le label Chiswick Records. Cinq des chansons réenregistrées formeront avec trois autres chansons leur premier album sorti, Motörhead, tandis que les deux autres sortiront dans l'EP Beer Drinkers and Hell Raisers, dont les titres seront ajoutés à l'album précédemment cité en tant que bonus lors de sa réédition en CD.

## Liste des titres

### Face 1
| No | Titre                    | Auteur                                        | Durée |
| -- | ------------------------ | --------------------------------------------- | ----- |
| 1. | Motörhead                | Ian Kilmister                                 | 2:49  |
| 2. | On Parole                | Larry Wallis                                  | 5:37  |
| 3. | Vibrator                 | Wallis, Des Brown                             | 2:52  |
| 4. | Iron Horse /Born to Lose | Phil Taylor, Mick Brown, Guy "Tramp" Lawrence | 5:14  |

### Face 2
| No | Titre        | Auteur                   | Durée |
| -- | ------------ | ------------------------ | ----- |
| 5. | City Kids    | Wallis, Duncan Sanderson | 3:43  |
| 6. | Fools        | Wallis, Brown            | 5:35  |
| 7. | The Watcher  | Kilmister                | 4:46  |
| 8. | Leaving Here | Holland-Dozier-Holland   | 2:53  |
| 9. | Lost Johnny  | Kilmister, Mick Farren   | 3:30  |

### Titres bonus de la réédition CD
| No  | Titre                            | Auteur                   | Durée |
| --- | -------------------------------- | ------------------------ | ----- |
| 10. | On Parole (prise alternative)    | Wallis                   | 6:57  |
| 11. | City Kids (prise alternative)    | Wallis, Sanderson        | 3:48  |
| 12. | Motörhead (prise alternative)    | Kilmister                | 2:48  |
| 13. | Leaving Here (prise alternative) | Holland, Dozier, Holland | 3:03  |

## Formation
- Lemmy Kilmister: basse, chant, chœurs
- Larry Wallis: guitare, chant sur "Vibrator" et "Fools", chœurs
- Philthy Animal Taylor: batterie sauf sur "Lost Johnny"
- Lucas Fox – batterie sur "Lost Johnny" et les titres bonus de la réédition 1997

## Chart
| Pays        | Durée du classement | Meilleur classement |
| ----------- | ------------------- | ------------------- |
| Royaume-Uni | 2 semaines          | 65e                 |